# Schloßberg 14 (Quedlinburg)

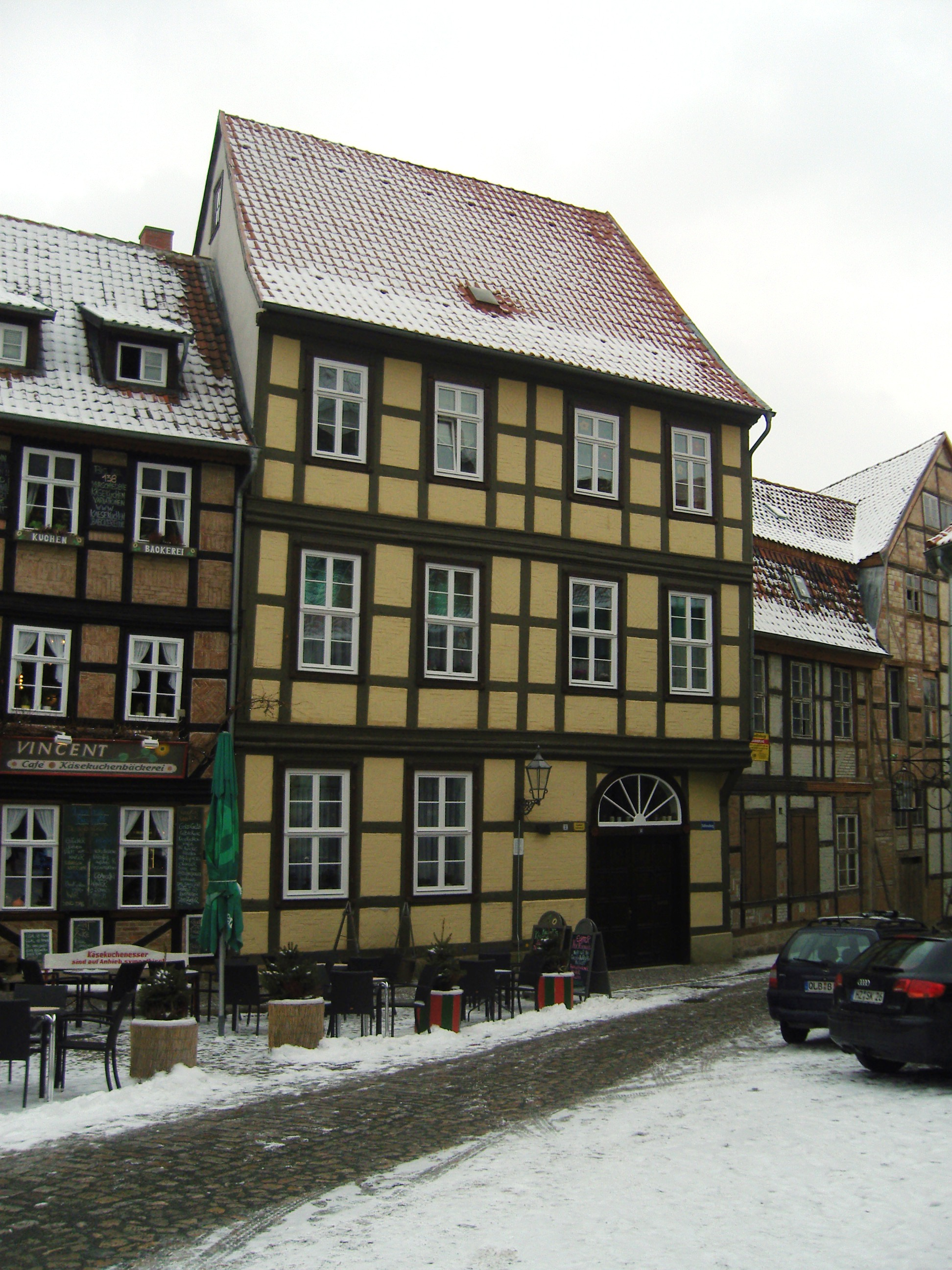
Haus Schloßberg 14

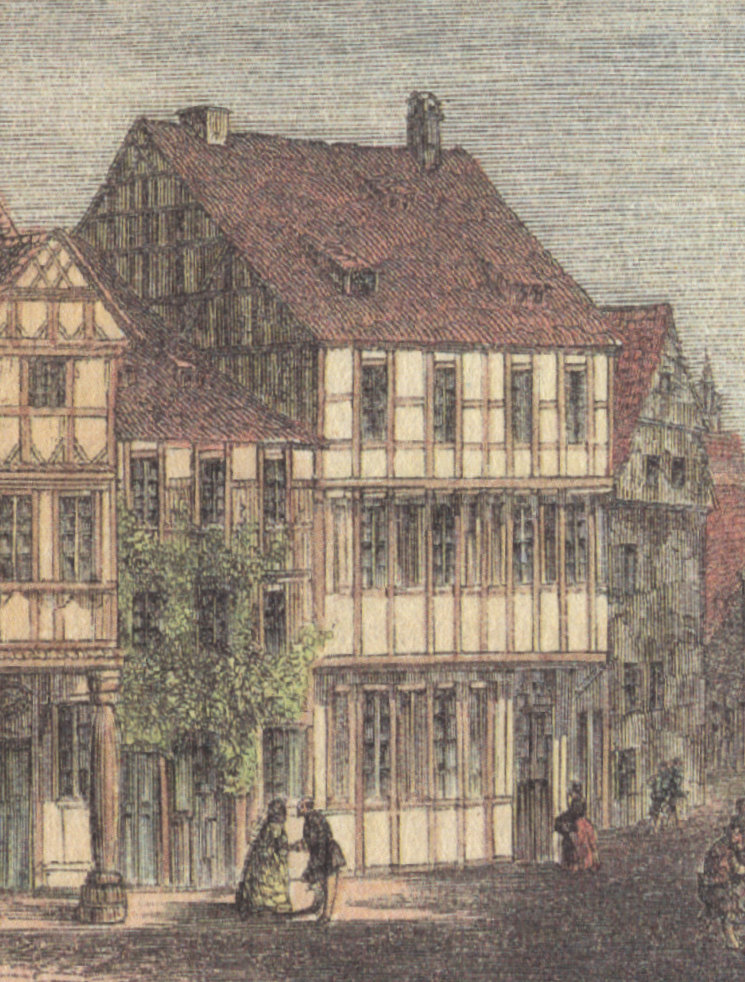
Häuser Schloßberg 13 und 14 auf einer Zeichnung aus der Zeit um 1840

Das Haus Schloßberg 14  ist ein denkmalgeschütztes Gebäude in der Stadt Quedlinburg in Sachsen-Anhalt.

## Lage
Es befindet sich am Schloßberg, südlich der Quedlinburger Altstadt und gehört zum UNESCO-Weltkulturerbe. Die Straße Schloßberg bildet hier einen Platz, an dessen Nordseite das Haus steht. Östlich des Hauses mündet die Straße Finkenherd auf den Schloßberg ein. Unmittelbar westlich grenzt das gleichfalls denkmalgeschützte Haus Schloßberg 13 an. Im Quedlinburger Denkmalverzeichnis ist das Gebäude als Wohnhaus eingetragen.

## Architektur und Geschichte
Das große dreigeschossige Fachwerkhaus entstand in der Zeit um 1760/1780. Die Fenster sind symmetrisch angeordnet, das Fachwerk ist schlicht und sachlich gestaltet. Die Stockschwellen des Hauses sind profiliert.